# Monstres et aliens de Torchwood
Cet article présente les monstres et extraterrestres vus dans la série de science-fiction Torchwood.
- Haut – A
- B
- C
- D
- E
- F
- G
- H
- I
- J
- K
- L
- M
- N
- O
- P
- Q
- R
- S
- T
- U
- V
- W
- X
- Y
- Z

## 0–9

### Les 456
Les 456 sont les principaux antagonistes de la mini-série Les Enfants de la Terre.
Il s'agit d'aliens sans nom auxquels le gouvernement se réfère par la fréquence qu'ils utilisent pour communiquer : 456. En 1965, à la suite d'un accord avec le gouvernement anglais, les 456 reçoivent 12 enfants en échange d'un remède contre un virus qui risquait de sévir sur Terre. En 2009, ils reviennent sur Terre et exigent dorénavant 10 % de la totalité des enfants de la terre. Les 456 se servent des enfants comme d'une drogue leur permettant de se sentir bien. Les enfants sont connectés aux 456 et bien que ceux-ci affirment qu'ils ne ressentent « aucune douleur » et « vivent bien plus longtemps qu'à l'état naturel », ceux-ci passent leur vie sous une forme mutante, en état second, accrochés à leurs hôtes et ayant besoin d'oxygène. Ils sont accueillis dans un cube empli d'une atmosphère toxique semblable à un brouillard laissant suggérer qu'il s'agit d'une atmosphère où ils peuvent survivre. Les 456 ont une forme assez imprécise, proche de celle des insectes, avec trois têtes (ou est-ce trois extraterrestres) et des mandibules. Ils rappellent les Sycorax par leur menace de destruction d'une partie de la Terre.

## A

### Abaddon
Abaddon, est un démon biblique enfermé sous la brèche de Cardiff, « avant le temps » tout comme La Bête de la série Doctor Who (Bilis Manger le décrit même comme étant « le fils de la grande Bête »). Elle apparaît dans l'épisode, libéré grâce à un complot orchestré par Manger pour libérer cette créature, qu'il semble vénérer comme un Dieu. Abaddon tue tous les gens qui passent dans son ombre.
Dans l'épisode La Planète du Diable de Doctor Who les Oods appellent la Bête : Abaddon.

## B

### Blowfish
Le Blowfish est appelé aussi « poisson lune » dans certains épisodes de la série. Il s'agit d'une sorte d'humanoïde bipède a tête de poisson. Il apparaît pour la première fois dans Le Retour de Jack tenant à la main une des boites recherché par le capitaine John hart. Les Blowfish sont des extraterrestres aimant les plaisirs de la planète Terre, prenant de la cocaïne volant des voitures de sports et prenant en otage les adolescentes afin d'attirer l'attention des médias. Les Blowfish semblent connaitre depuis longtemps la Terre, car dans l'épisode Fragments l'une des premières missions de Jack au XIXe siècle était d'en capturer un afin de le punir de ses crimes.
Tout comme les Weevils, les Blowfish sont joués par Paul Kasey

## C

### La Cellule 114
La Cellule 114 est leur désignation officielle par Torchwood. Il s'agit d'une race d'aliens envahisseurs. La cellule 114 envoie des agents dormants sur les planètes qu'ils cherchent à coloniser. Ceux-ci ont la mémoire effacée afin qu'ils se croient humains et s'intègrent à la société. Ils sont équipés d'un implant qui peut éveiller leur subconscient, les protéger d'éventuelles attaques. En cas d'invasion de la Terre, les agents redeviennent des extraterrestres, possédant une arme dans leurs bras. Dans l'épisode Alien mortel, ils tentent de faire exploser une bombe nucléaire afin de faciliter l'envahissement de la planète. À la fin de l'épisode, il est suggéré qu'ils vont réapparaître.

## F

### Les Fées
Appelés "fées" par les êtres humains, Jack Harkness explique que ces créatures n'ont pas vraiment de noms. Les fées ne sont pas des formes de vie extra-terrestres, mais elles ont toujours vécu au côté de l'humanité depuis l'aube des temps. Malgré le fait que les humains les décrivent de manière positive, les fées peuvent être très dangereuses. Leur véritable nature n'est pas claire, elles sont en partie mythiques, en partie invisibles à nos yeux. Les fées et les enfants possèdent un lien, les fées sont d'ailleurs des enfants qui ont été ramenés vers leur passé pour devenir des fées. Seuls quelques enfants sont désignés pour être "choisis" et les fées les protégeront et les vengeront jusqu'à ce que le temps soit venu pour que l'enfant devienne une fée.
Dans l'épisode « Petits mondes », les fées apparaissent sous deux formes : une petite et brillante forme proche de celle du papillon et une autre de la taille d'un être humain, plus verte et monstrueuse. Indétectables par la technologie, elles peuvent apparaître et disparaître à volonté et contrôler les éléments. Elles peuvent aussi tuer des êtres humains en faisant apparaître des pétales de roses dans leur bouche jusqu'à l'asphyxie.
Dans l'épisode de Torchwood Declassified qui leur est consacré, elles peuvent être aussi bien appelées « Maras », « shades » ou « fées ». Selon le site internet de l'institut Torchwood, elles sont décrites comme des "fées démoniaques".

### Femme Cybernétique
Voir aussi: Lisa Hallett

## G

### Gaz Sexuel
Il s'agit d'un parasite extraterrestre sous forme de gaz, venant sur Terre pour se nourrir de l'énergie générée par les orgasmes. Il apparaît dans l'épisode Premier Jour. L'atmosphère de la terre leur étant toxique, l'extraterrestre a besoin d'un hôte. Une fois à l'intérieur de cet hôte, il cause des changements physiologiques allant jusqu'à l'explosion des organes internes. L'extraterrestre génère de nombreuses phéromones puissantes permettant une attraction sexuelle irrésistible. S'accoupler à l'hôte est fatal puisque le partenaire, après l'orgasme, disparaît pour n'être plus qu'un tas de cendre.

## H

### Hoix
On voit un Hoix dans l'épisode La Faille et Owen lui offre des cigarettes pour le nourrir. Cet extra-terrestre était déjà apparu dans Doctor Who (L.I.N.D.A)

## M

### Mayfly
Le Mayfly est une créature insectoïde que l'on peut voir dans l'épisode Reset. Il est utilisé dans un but médical par le centre de recherche The Pharm, dirigé par le professeur Aaron Copley, comme un médicament permettant de remettre à zéro un corps humain souffrant pour le ramener à un état positif. Seulement, cet alien tue son hôte afin de pouvoir se reproduire, tuant parfois la personne présente dans les environs.

## N

### Nostrovite
Les Nostrovites sont décrits dans l'épisode La Mère porteuse. Jack les décrit comme une sorte d'alien carnivore change-forme ayant goût pour la chair humaine. Les Nostrovites chassent par couple. Leur reproduction est assez compliquée : après fertilisation, la femelle donne ses œufs au mâle qui les passera dans sa gorge et mordra une personne afin que les œufs se développent dans le corps d'un hôte. Lorsque les œufs arrivent à maturité, la femelle ou le mâle chasse l'hôte et lui ouvre le ventre afin de libérer sa progéniture. La femelle Nostrovite peut survivre aux coups de feu, voire à un chargeur entier. Ils n'attaquent que des proies vivantes. Les Nostrovites peuvent très vite changer d'apparence pour prendre celle d'un humain.

## P

### Ptérodactyle
L'équipe de Torchwood 3 garde un ptérodactyle comme animal de garde de leur Q.G. (plus spécifiquement, un Pteranodon). Il est vu pour la première fois dans l'épisode Tout change utilisant la grande hauteur du QG de Torchwood afin de pouvoir voler. L'équipe semble avoir surnommé ce ptérodactyle "Myfanwy" Ce qui est confirmé sur le site internet de l'institut Torchwood. La créature est venue à travers la faille spatio-temporelle de Cardiff s'attaquant à des moutons de la région. Capturé par Jack et Ianto dans l'épisode Fragments puis domestiqué, il est indiqué que Myfanwy va et vient la nuit. Dans l'épisode Femme cybernétique, on apprend que l'équipe utilise une sauce « barbecue » spéciale pour l'aider à identifier quelle nourriture est à manger ou non.

### Le Peuple Papillon
Il s'agit d'aliens luminescents capables de prendre la forme d'êtres humains. Dans l'épisode Cadeaux grecs l'un d'entre eux, exilé politique, a pris le corps d'une femme nommée Marie, sur terre depuis le XIXe siècle. Elle offrira un collier télépathique à Toshiko afin de pouvoir rentrer dans la base de Torchwood et pouvoir se téléporter. Apparemment, sous forme humaine elle peut prendre le corps d'un être humain qui ne vieillira pas. D'une force assez puissante, les personnes du peuple papillon peuvent briser les os humains, mais aussi se déplacer à une grande vitesse.
Dans l'épisode de The Sarah Jane Adventures Invasion of the Bane, Sarah Jane Smith aide un alien de la même race, ce que le site officiel de la série décrit sous le nom de « Butterfly People » (Peuple Papillon) ou « Arcateeniens ».

## V

### Cétacé alien
Il s'agit d'une sorte de « baleine de l'espace » géante que l'on trouve dans l'épisode Le Moment de vérité. La créature échouée depuis la faille, jusque sur terre. Trouvée par des humains, elle sera gardée par des êtres humains et découpée sous forme de viande afin d'être vendue à des compagnies d'alimentation. Coupée, elle peut se régénérer et même devenir encore plus grande. Souffrante, la créature sera euthanasiée par l'équipe de Torchwood.

### Les Voyageurs de la Nuit
Les Voyageurs de la Nuit apparaissent dans l'épisode Le Dernier Souffle sous forme d'un cirque itinérant qui voyageait de la fin du XIXe siècle jusqu'au début du XXe siècle. Assez mystérieux, ils n'apparaissaient qu'au milieu de la nuit sortant au beau milieu de la pluie. Les Voyageurs de la Nuit, volent le souffle de leur public afin d'avoir un public permanent. Avec la diminution des cirques itinérants, les Voyageurs de la Nuit semblaient avoir disparu, seulement, ils ont survécu sur des bobines de films.
Capable de surgir depuis un film, les voyageurs sont guidés par un monsieur loyal appelé le "Ghostmaker", qui porte avec lui une flasque en argent dans laquelle il emprisonne le souffle de leur victime. Il est suivi par Pearl, une sirène vivante qui passe une grande partie de son temps dans l'eau. Une fois une victime ayant le souffle capturé, elle reste vivante mais déshydratée, dans un état végétatif.